# Lausitzer Grenzwall

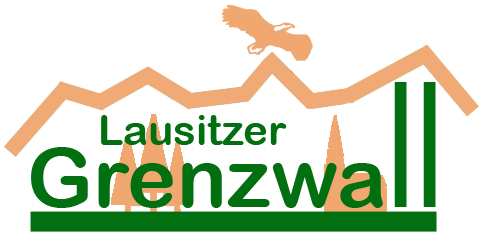
Lausitzer Grenzwall Logo

Der Lausitzer Grenzwall (auch Niederlausitzer Landrücken) ist ein Naturraum in Sachsen und Südbrandenburg. Unweit von Weißwasser gelegen grenzt er im Süden und Westen an die Muskauer Heide und im Norden an die Cottbuser Sandplatte. Westlich geht der Lausitzer Grenzwall an der Dahme in den Niederen Fläming über, östlich setzt er sich jenseits des Grenzflusses Lausitzer Neiße im Nachbarstaat Polen als Wał Trzebnicki (Trebnitzer Wall) bis zum Fluss Bóbr (deutsch Bober) fort. Der höchste Punkt ist der Rückenberg (Góra Żarska) unweit von Żary mit knapp 227 m über NN.
Der Lausitzer Grenzwall mit dem Muskauer Faltenbogen besteht aus den etwa 150.000 Jahre alten Stauchendmoränenbögen des Warthestadiums der Saalevereisung, die durch mehrere parallel verlaufende Täler und Rücken gekennzeichnet sind. Im Bereich der Stauchungen sind Schichten des Tertiär bis an die Oberfläche gedrückt worden. Den stark kuppigen bis ebenen Platten sind im Süden Sanderflächen vorgelagert. Die Längstäler sind teilweise mit Wasser gefüllt.
Bereits in historischer Zeit wurden die in oberflächennahen Schichten befindlichen Kohleflöze zur Brennmaterialgewinnung genutzt.
Die potentielle natürliche Vegetation sind Wälder aus Traubeneichen-Hainbuchen-Kiefern-Mischwald, Eichen-Buchenwald und Rotbuchen-Traubeneichen-Stieleichen-Mischwald.
Der Lausitzer Grenzwall stellt außerdem die Grenze zwischen der Niederlausitz im Norden und der Oberlausitz im Süden dar.